# Conservatori d'Atenes
El Conservatori d'Atenes (grec: Ωδείον Αθηνών, Odeíon Athinón) és el conservatori més antic de la Grècia moderna. Va ser fundat el 1871 per la «Societat de Música i del drama d'Atenes». Inicialment, els instruments musicals que s'hi ensenyaven es limitaven al violí i la flauta, representant dels principis estètics de l'antiga grega apol·linis i dionisíacs. Les classes de piano no es van incloure al programa. El 1881 el seu nou director amb educació alemanya Georgios Nazos, en una polèmica jugada en aquell moment, va ampliar el programa del conservatori mitjançant la introducció d'instruments d'estil europeu occidentals i teories modernes.